# St. Josef (Zabrze)

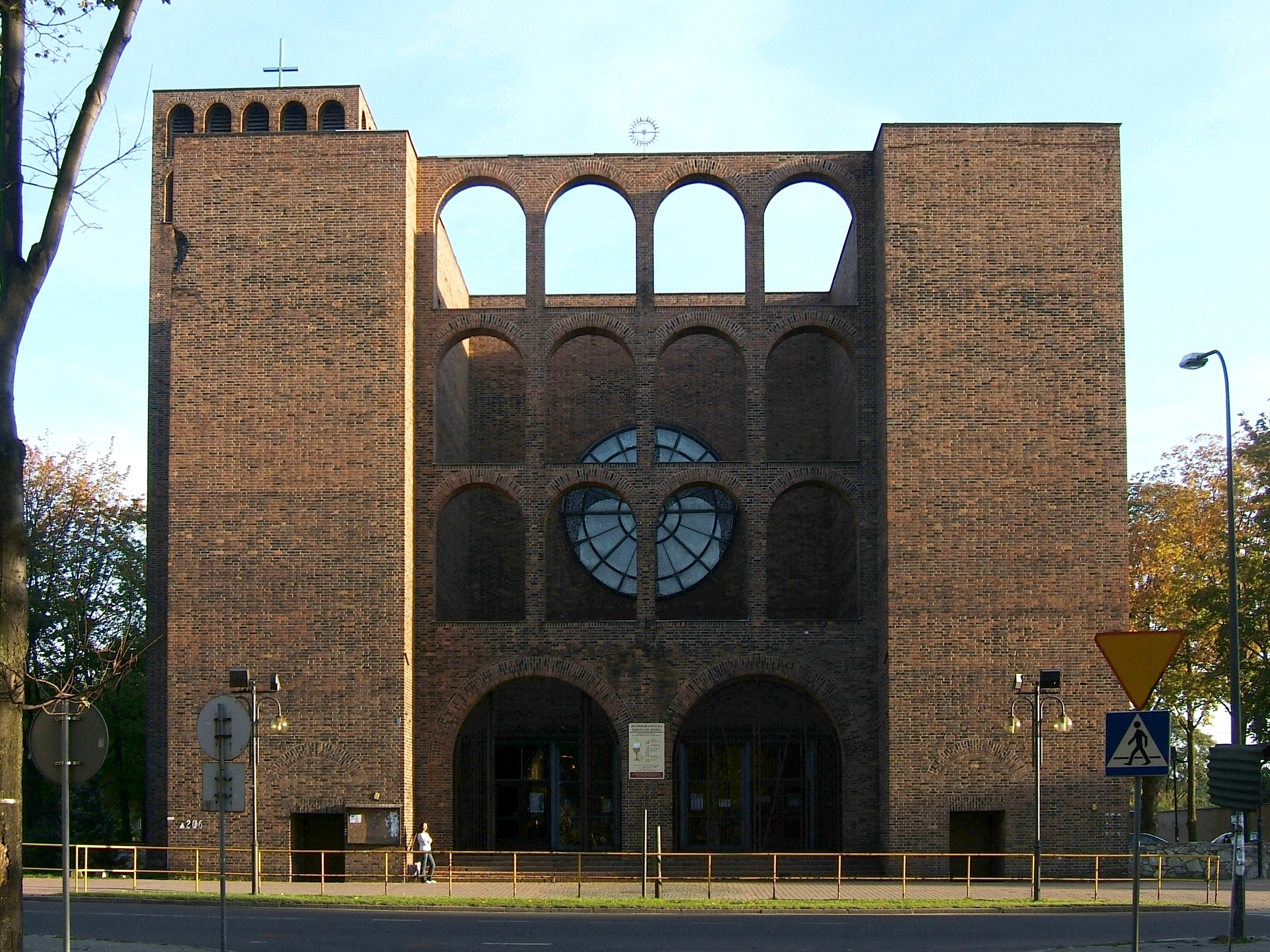
Die Front der Josefskirche

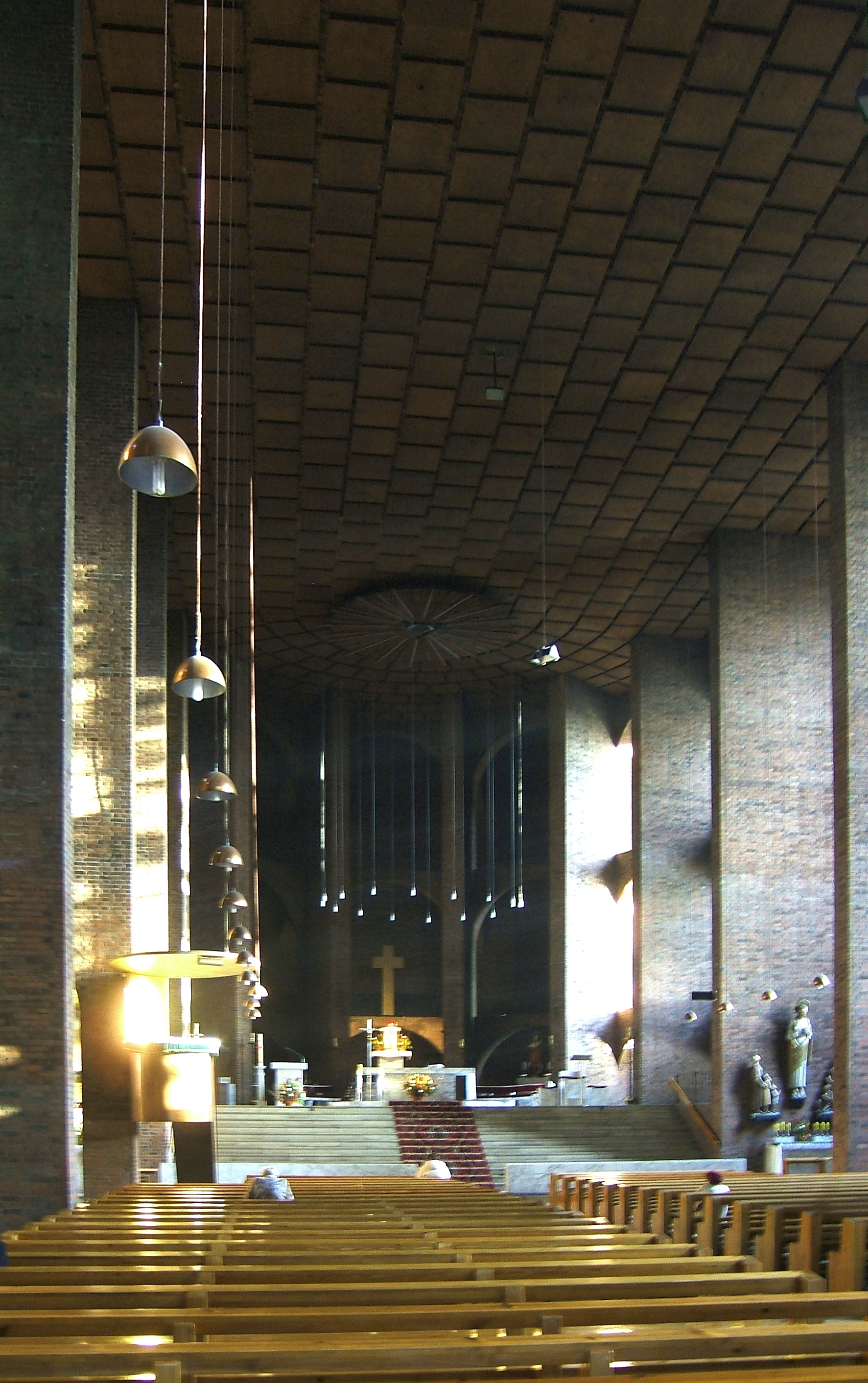
Innenansicht

Die Kirche St. Josef in Zabrze (deutsch: Hindenburg OS) ist eine römisch-katholische Kirche im modernen Stil. Das expressionistische Bauwerk mit Backsteinfassade wurde von 1930 bis 1931 nach den Plänen des deutschen Architekten und Kirchenbauers Dominikus Böhm (1880–1955) erbaut. Sie befindet sich im westlichen Teil der Innenstadt-Süd an der ul. Roosevelta 104.

## Geschichte
Der Bau der Kirche wurde am 4. August 1930 mit dem ersten Spatenstich begonnen. Am 31. August 1930 fand die Grundsteinlegung statt. 1931 gründete sich die Kirchengemeinde St. Josef, die einen Teil der Aufgaben der Andreasgemeinde Hindenburgs übernahm, und die Josefskirche wurde im Dezember 1931 fertiggestellt. Am 4. September 1932 wurde die Kirche durch Kardinal Adolf Bertram (1859–1945) aus Breslau feierlich geweiht.

## Architektur
Der Eingang des Gotteshauses mit seinen zwei Torbögen und zwölf weiteren Rundbögen soll die Himmelspforte „Porta Sacra“ darstellen. An der Ostseite der Kirche wurde der Kirchturm angebaut, der 40 Rundbogenfenster besitzt. Die 40 Fenster stehen symbolisch für die 40-jährige Wüstenwanderung der Israeliten nach Kanaan.
Das Kircheninnere ist 67,5 Meter lang und 26 Meter breit. Das Presbyterium mit dem Altar ist um zwei Meter erhöht. Darunter befindet sich eine Kammer mit zehn Arkadenfenstern und einer Bergmannskapelle. In ihr befindet sich ein Altar der heiligen Barbara, der in den 1930er Jahren von Bergleuten aus Kohle geschaffen wurde.
Die Fenster des Sakralbaus sind mit unterschiedlichen Glasmalereien verziert. Eins zeigt drei Szenen aus der heiligen Schrift und widmet sich dem Thema Eucharistie, ein weiteres zeigt die heilige Familie und ein rundes Fenster am Eingang ist als Rosette gestaltet.